# Asterochernes kuscheli
Asterochernes kuscheli es una especie de arácnido  del orden Pseudoscorpionida de la familia Chernetidae. Presenta las subespecies: Asterochernes kuscheli kuscheli y Asterochernes kuscheli patagonicus.

## Distribución geográfica
Se encuentra en Argentina y Chile.